# 12 décembre
Pour les articles homonymes, voir Douze-Décembre.
12 novembre 12 janvier
Chronologies thématiques
- Croisades
- Ferroviaires
- Sports
- Disney
- Anarchisme
- Catholicisme

Abréviations / Voir aussi
- (° 1852) = né en 1852
- († 1885) = mort en 1885
- a.s. = calendrier julien
- n.s. = calendrier grégorien
- Calendrier
- Calendrier perpétuel
- Liste de calendriers
- Naissances du jour

Le 12 décembre est le 346e jour de l'année du calendrier grégorien, 347e lorsqu'elle est bissextile.  Il reste 19 jours avant la fin de l'année.
C'était généralement l'équivalent du 22 frimaire du calendrier républicain, officiellement dénommé jour de la bruyère.

## Événements

### VIIesiècle
- 627 : bataille de Ninive. Le basileus Héraclius Ier remporte une victoire décisive sur les Sassanides de l'empereur Khosro II.

### XIesiècle
- 1096 : Godefroy de Bouillon arrive sur la mer de Marmara, et ravage les environs de Selymbria (première croisade).
- 1098 : fin du siège de Maarat.

### XVesiècle
- 1408 : En Hongrie, création de l'ordre du Dragon par Sigismond de Luxembourg, roi de Hongrie.

### XVIesiècle
- 1574 : le sultan turc Murad III succède à Selim II.
- 1582 : l'année n'a pas eu en France de 12 décembre. Du fait de l'adoption du calendrier grégorien par ce pays, le lendemain du dimanche 9 décembre a été le lundi 20 décembre directement (cf. naissances et décès en France ci-après, la même année).

### XVIIesiècle
- 1604 : instauration en France de la paulette, instituant la vénalité des charges.
- 1653 : dissolution du Parlement de Barebone[1].

### XVIIIesiècle
- 1720 : en France, la nomination de Félix Le Peletier de La Houssaye comme contrôleur général des finances accélère la banqueroute du système de Law.
- 1781 : victoire britannique, à la bataille d'Ouessant, au large de la pointe occidentale de la Bretagne, pendant la Guerre franco-anglaise de 1778-1783.
- 1793 : dans l'ouest de la France, pendant la guerre de Vendée et la Chouannerie, la bataille du Mans voit la mise en déroute des forces vendéennes par les troupes républicaines, lors de la « virée de Galerne.

### XIXesiècle
- 1806 : le Serbe Karageorges s'empare de Belgrade.
- 1816 : réunion des royaumes de Naples et de Sicile, dans un même royaume des Deux-Siciles.
- 1830 : à Belgrade, lecture du décret de l'Empire ottoman, qui reconnaît l'autonomie de la Serbie.

### XXesiècle
- 1925 : Reza Pahlavi devient chah d'Iran.
- 1936 : Tchang Kaï-chek est arrêté par ses généraux, qui le forcent à faire la paix avec les communistes chinois pour combattre le Japon.
- 1937 : en URSS, premières "élections" générales depuis la Révolution ; triomphe du Parti communiste, du fait du système du candidat unique.
- 1941, seconde guerre mondiale : l'Angleterre déclare la guerre à la Bulgarie, la Hongrie et la Roumanie déclarent la guerre aux États-Unis, l'Inde déclare la guerre au Japon.
- 1946 : résolution no 13, du Conseil de sécurité des Nations unies (admission du Siam (Thaïlande) comme nouveau membre).
- 1952 : congrès mondial des peuples pour la paix, à Vienne (Autriche).
- 1956 : résolution no 121, du Conseil de sécurité des Nations unies (admission du Japon comme nouveau membre).
- 1963 : le Kenya devient indépendant, avec à sa tête Jomo Kenyatta.
- 1969 :
  - l’attentat de la piazza Fontana, à Milan, marque le début des « années de plomb », en Italie.
  - La Grèce, — alors sous le régime des colonels —, quitte le Conseil de l'Europe, dont elle était sur le point d'être exclue pour violations des droits de l'Homme.
- 1981 : le gouvernement polonais décrète la loi martiale, et interne des militants de Solidarność.
- 1983 : série d'attentats au Koweït, causant 6 morts et 80 blessés[2].
- 1984 : en Mauritanie, un coup d'État sans effusion de sang donne le pouvoir à Maaouiya Ould Sid'Ahmed Taya.
- 1985 : Robert Bourassa redevient le Premier ministre du Québec.
- 2000 : 
  - la Cour suprême des États-Unis casse un jugement de la Floride, et fait ainsi de George W. Bush le vainqueur de la présidentielle.
  - Sous l'égide de l'ONU, un accord de paix entre l'Éthiopie et l'Érythrée solde le conflit qui opposait les belligérants.

### XXIesiècle
- 2003 : Paul Martin devient le Premier ministre du Canada.
- 2008 : dans le contexte d'une nouvelle crise financière, partie des subprimes américaines puis s'étendant à l'international, arrestation de Bernard Madoff, reconnu ultérieurement coupable d'une des plus grandes escroqueries de l'histoire.
- 2009 : en Abkhazie, l'élection présidentielle voit la réélection de Sergueï Bagapch.
- 2015 : au Bourget, adoption de l'Accord de Paris sur le climat, à l'occasion de la Conférence de Paris sur le climat dite "COP 21".
- 2019 :
  - au Royaume-Uni, les élections législatives ont lieu, afin de renouveler pour cinq ans les 650 membres de la Chambre des communes[3]. Elles sont remportées par le Parti conservateur de Boris Johnson[4].
  - En Algérie, l'élection présidentielle a lieu après deux reports, et les cinq candidatures retenues à cette fin en novembre 2019 sont celles de personnalités issues du régime[5]. C'est Abdelmadjid Tebboune, un ancien ministre du sortant Boutéflika, qui est élu dès le premier tour, malgré une forte abstention due à la contestation du mouvement populaire "Hirak"[6].
- 2021 : la Nouvelle-Calédonie rejette son indépendance de la France lors d'un référendum d'autodétermination — le dernier prévu par l'accord de Nouméa — boycotté par les indépendantistes[7].
- 2023 : à Dubaï, adoption d'un accord sur le climat à l'occasion de la conférence sur les changements climatiques dite "COP 28"[8].

## Arts, culture et religion
- 1254 : élection du pape Alexandre IV.Notre-Dame de Guadalupe.

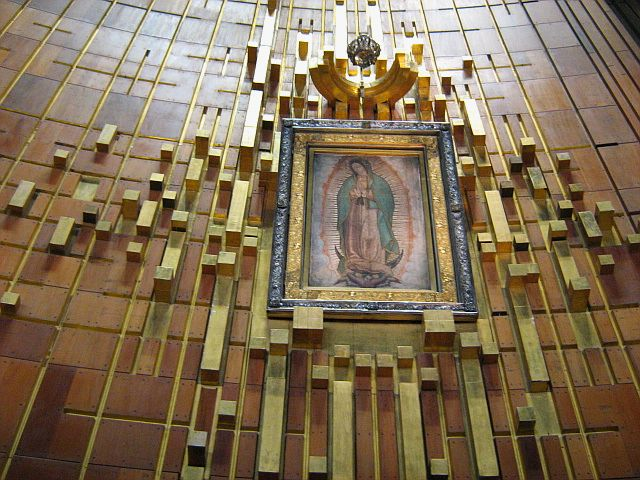
Notre-Dame de Guadalupe.

- 1531 : dernière des apparitions mariales de Notre-Dame de Guadalupe, à Juan Diego Cuauhtlatoatzin, et « miracle de la tilma de Juan Diego » (d'après la tradition catholique)[9].
- 1897 : première publication, dans le New York Journal, de Pim, Pam et Poum, série de bande dessinée possédant un record de longévité[10].
- 1913 : La Joconde, qui avait été volée au Louvre le 21 août 1911 par Vincenzo Peruggia, est retrouvée à Florence.
- 1989 : les cendres de l'abbé Grégoire, de Monge et de Condorcet sont transférées au Panthéon de Paris.
- 2024 : 
  - l'Indien Gukesh D devient champion du monde d'échecs, le plus jeune de l'Histoire à 18 ans[11].
  - Astro Bot remporte le Jeu vidéo de l'année aux Game Awards[12].

## Sciences et techniques
- 1901 : première liaison transatlantique par signal sans-fil, entre Terre-Neuve et les Cornouailles anglaises, par Guglielmo Marconi.
- 1915 : l'Allemand Hugo Junkers fait voler le premier avion tout en métal, le Junkers J 1.
- 2012 : lancement de Kwangmyŏngsŏng-3 (/ Kwangmyŏngsŏng 3 numéro 2), premier satellite d’observation terrestre de la Corée du Nord.
- 2024 : Edith Heard, biologiste spécialiste d'épigénétique, directrice du Laboratoire européen de biologie moléculaire, reçoit la médaille d'or du CNRS[13].

## Économie et société
- 1917 : un accident ferroviaire provoque 435 morts, à Saint-Michel-de-Maurienne.
- 1961 : le jury de la cour d'assises de la Gironde acquitte Marie Besnard, « la Bonne Dame de Loudun », qui était accusée d'être une tueuse en série.
- 1999 : naufrage du pétrolier Erika, affrété par Total Fina, dans le Golfe de Gascogne, au large et au sud de la pointe de Penmarch (Finistère) ; en conséquence, dix mille tonnes d'hydrocarbures souillent les côtes du sud de la Bretagne, de la Loire-Atlantique, de la Vendée, de l'île de Ré, etc.
- 2004 : les TGV français deviennent entièrement non fumeurs, même les voyageurs fumeurs réservant des places non fumeurs auparavant[14].
- 2021 : un typhon se forme et touche les Philippines, les Palaos, les États fédérés de Micronésie, les Îles Spratleys, le Viêt Nam, la Chine puis Hong Kong et Macao et fait 400 morts et d'importants dégâts[15].

## Naissances

### XVIesiècle
- 1526 : Álvaro de Bazán, amiral espagnol († 9 février 1588).
- 1541 : Jean Bauhin, botaniste suisse († 26 octobre 1612).

### XVIIIesiècle
- 1724 : Samuel Hood, amiral britannique († 27 janvier 1816).
- 1734 : Athanase Auger, pédagogue, helléniste et traducteur français († 7 février 1792).
- 1745 : John Jay, homme, diplomate et juriste américain († 17 mai 1829).
- 1773 : Robert Surcouf, corsaire français († 8 juillet 1827).
- 1775 : William Henry, physicien et chimiste britannique († 2 septembre 1836).
- 1777 : Alexandre Ier, empereur de Russie († 19 novembre 1825).
- 1779 : Madeleine-Sophie Barat, religieuse et sainte française († 25 mai 1865).
- 1791 : Marie-Louise, archiduchesse d'Autriche, impératrice des Français et reine d'Italie par mariage, puis duchesse en Italie († 17 décembre 1847).

### XIXesiècle
- 1801 :
  - Jean Ier, roi de Saxe († 29 octobre 1873).
- 1806 : 
  - François Blanc, homme d'affaires et promoteur immobilier français († 9 septembre 1877).
  - Stand Watie, seul officier général amérindien de la guerre de Sécession († 9 septembre 1871).
- 1821 : Gustave Flaubert, écrivain français († 8 mai 1880).
- 1823 : Joseph Bardou (1823-1884), un industriel français ;
- 1863 : Edvard Munch, peintre et graveur norvégien († 23 janvier 1944).
- 1866 :  Alfred Werner, chimiste suisse († 15 novembre 1919).
- 1875 : Gerd von Rundstedt, général allemand († 24 février 1953).
- 1876 : Alvin Kraenzlein, athlète américain quadruple champion olympique († 6 janvier 1928).
- 1883 : 
  - Léon van der Essen, historien belge († 10 février 1963).
  - Clifford « Cliif » Sterrett, auteur américain de bandes dessinées († 28 décembre 1964).
- 1886 : Nicola Fausto Neroni, réalisateur et scénariste italien († 5 août 1974).
- 1890 : Kazimierz Ajdukiewicz, philosophe polonais († 12 avril 1963).
- 1893 : Edward G. Robinson (Emanuel Goldenberg dit), acteur américain († 26 janvier 1973).
- 1895 : William Beattie Ramsay, hockeyeur professionnel canadien († 30 décembre 1952).
- 1898 : Gazanfar Khaligov, peintre soviétique († 1er mars 1981).
- 1899 : Christopher Redvers « Red » Green, hockeyeur professionnel canadien († 25 juillet 1966).

### XXesiècle
- 1901 : Howard Koch, scénariste américain († 17 août 1995).
- 1902 : Anne-Mary Gaudin de Lagrange, poétesse française († 25 juin 1943).
- 1903 : Yasujiro Ozu (小津 安二郎), réalisateur japonais († 12 décembre 1963).
- 1904 : Jacques Van Melkebeke, peintre, journaliste, écrivain et scénariste belge de bande dessinée († 8 juin 1983).
- 1905 : 
  - Pierre Tal Coat (Pierre Jacob dit), peintre, graveur et illustrateur français († 11 juin 1985).
  - Vassili Grossman, écrivain soviétique († 14 septembre 1964).
- 1906 : Ludwig Suthaus, ténor allemand († 9 septembre 1971).
- 1907 : Jean Trouillard, professeur français de théologie et de philosophie, historien ès philosophie († 20 novembre 1984).
- 1908 :
  - Camille Ducharme, acteur québécois († 26 avril 1984).
  - Félix Welkenhuysen, footballeur belge († 20 avril 1980).
- 1909 : Karen Morley, actrice américaine († 8 mars 2003).
- 1910 : Henri Challan, pédagogue et compositeur français († 18 février 1977).
- 1911 :
  - Josef Fleischlinger, joueur, entraîneur et arbitre tchécoslovaque de basket-ball et de hockey sur glace († 4 avril 2013).
  - William Kenneth « Bill » MacKenzie, hockeyeur professionnel canadien († 29 mai 1990).
- 1912 :
  - Boun Oum (ບຸນອຸ້ມ ນະ ຈຳປາສັກ), homme politique laotien Premier ministre († 17 mars 1980).
  - Paul Teyssier, linguiste français († 10 janvier 2002).
- 1913 :
  - Ferenc Csik, nageur hongrois champion olympique du 100 m nage libre († 29 mars 1941).
  - Clinton James « Clint » Smith, hockeyeur professionnel canadien († 19 mai 2009).
  - George Whitman (en), propriétaire gérant de la librairie anglophone Shakespeare and Company à Paris († 14 décembre 2011).
- 1914 : 
  - Patrick O'Brian (Richard Patrick Russ dit), écrivain britannique († 2 janvier 2000).
  - Jean Charles-Roux, prêtre rosminien et historien français († 8 août 2014).
- 1915 :
  - Sylvain Grysolle, coureur cycliste belge († 19 janvier 1985).
  - Shogo Kamo (加茂 正五), footballeur japonais († 14 septembre 1977).
  - Reizo Koike (小池 禮三), nageur japonais († 3 août 1998).
  - Francis Albert « Frank » Sinatra, chanteur américain († 14 mai 1998).
  - Paul Teyssier, linguiste français († 10 janvier 2002).
- 1918 :
  - Lo Wei (罗維), réalisateur et un acteur hongkongais († 20 janvier 1996).
  - Joseph Goreed « Joe » Williams, chanteur américain de blues et de jazz († 29 mars 1999).
- 1919 : 
  - Igor Correa Luna, judoka et professeur d'art martial, († 12 octobre 2000).
  - Paavo Aaltonen, gymnaste finlandais triple champion olympique († 9 septembre 1962).
- 1921 : Maritie Carpentier (Marie-Thérèse Zédet dite), coproductrice d'émissions francophones de variétés († 23 novembre 2002).
- 1922 : 
  - Vasili Borisov, tireur sportif soviétique ukrainien double titré olympique († 21 août 2003).
  - Christian Dotremont, peintre et poète belge († 20 août 1979).
- 1923 : 
  - Robert William « Bob » Barker, animateur et producteur de télévision américain.
  - Jacqueline Fleury-Marié, résistante française déportée, témoin et présidente d'association.
- 1924 : Edward Irving Koch dit Ed Koch, homme politique américain, représentant au Congrès et maire de New York († 1er février 2013).
- 1925 : Theodore Samuel « Ted » Kennedy, hockeyeur professionnel canadien († 14 août 2009).
- 1927 : Robert Noyce, ingénieur américain, cofondateur de la société Intel († 3 juin 1990).
- 1932 : 
  - Robert Lee « Bob » Pettit Jr., joueur de basket-ball américain.
  - Viktor Sukhodrev, traducteur soviétique et russe auprès des principaux dirigeants soviétiques de Khrouchtchev à Gorbatchev († 16 mai 2014).
- 1933 : 
  - Emmanuel N'Djoké « Manu » Dibango dit parfois Papagroove ou Papa Manu, musicien, saxophoniste et chanteur camerounais de world jazz († 24 mars 2020).
  - Josy Eisenberg, rabbin, auteur, producteur et réalisateur de télévision français († 8 décembre 2017).
  - Christa Stubnick, athlète allemande spécialiste du sprint († 13 juin 2021).
  - Caldwell Esselstyn, rameur américain champion olympique et médecin.
- 1934 : 
  - Miguel de la Madrid Hurtado, homme politique mexicain, président du Mexique entre 1982 et 1988 († 1er avril 2012).
  - Hilla Limann, diplomate et homme politique ghanéen († 23 janvier 1998).
- 1935 : Denise Boucher, poétesse et dramaturge québécoise.
- 1936 : Iolanda Balaș, athlète roumaine double championne olympique de saut en hauteur († 11 mars 2016).
- 1937 : Roberto Benzi, chef d'orchestre français.
- 1938 : Connie Francis (Concetta Rosa Maria Franconero dite), chanteuse américaine.
- 1940 : 
  - André Bercoff, journaliste et écrivain français.
  - Dionne Warwick, chanteuse américaine.
- 1941 : Patrick Zabé (Jean-Marie Rusk dit), chanteur québécois.
- 1942 : 
  - (ou 1946 à la même date), Jean-Louis Broust, acteur français († 18 mai 2006).
  - Gérard Filipelli, acteur français de la troupe fantaisiste des Charlots dit Filou par ses partenaires († 30 mars 2021).
  - Fatma Girik, actrice, animatrice de télévision et femme politique turque († 24 janvier 2022).
  - Noële Noblecourt (Danielle Cron dite), speakerine française de télévision officiellement privée d'antenne pour avoir laissé apparaître ses genoux à l'écran.
- 1943 :
  - Forrest Richard « Dickey » Betts, guitariste, chanteur et compositeur américain du groupe The Allman Brothers Band.
  - Grover Washington Jr., saxophoniste de jazz américain († 17 décembre 1999).
- 1944 :
  - Kenneth Cranham, acteur écossais de cinéma, de théâtre et de télévision.
  - Jean Doré, homme politique québécois, maire de Montréal († 15 juin 2015).
  - Alain Doutey, acteur français.
- 1945 : Patrice Duhamel, journaliste français.
- 1946 :
  - Serge de Beketch, journaliste et scénariste de bandes dessinées français († 6 octobre 2007).
  - Abdelhak Benhamouda, syndicaliste algérien († 28 janvier 1997).
  - Emerson Fittipaldi, pilote de course automobile brésilien.
  - Stanislas de Laboulaye, diplomate français.
- 1948 : 
  - Françoise de Panafieu, femme politique française, nationale et maire du 17e arrondissement de Paris.
  - Marcelo Rebelo de Sousa, président de la République portugaise.
- 1949 :
  - William Francis « Bill » Nighy, acteur britannique.
  - Marc Ravalomanana, homme d'affaires et politique malgache, président de la République de Madagascar de 2002 à 2009.
- 1950 :
  - Daniel Bouchard, hockeyeur sur glace québécois.
  - Jocelyne Cazin, journaliste et animatrice de télévision québécoise.
  - Richard Galliano, accordéoniste franco-italien.
  - William John « Billy » Smith, hockeyeur sur glace canadien.
- 1951 :
  - Steve Durbano, hockeyeur professionnel canadien († 10 novembre 2002).
  - Steven Alan Hawley, astronaute américain.
  - David Mouradian, prosateur et dramaturge arménien.
- 1952 :
  - Cécile Oumhani, écrivaine franco-britanno-tunisienne.
  - Frank Schwalba-Hoth, homme politique allemand.
- 1954 : Soazig Daniellou (br), réalisatrice bretonne du premier long-métrage intégralement en langue bretonne connu (Lann Vraz, 2013).
- 1955 : Wolfgang Albers, juriste allemand.
- 1957 :
  - Robert Lepage, acteur, réalisateur et metteur en scène québécois.
  - Pierre Moreau, homme politique québécois.
- 1958 : Sheree Julienne Wilson, actrice américaine.
- 1960 :
  - Moukhtar Koul-Moukhamed, homme d'État du Kazakhstan.
  - Jaap van Zweden, violoniste et chef d'orchestre néerlandais.
- 1961 : Andrey Perlov, marcheur sportif russe champion olympique.
- 1962 : Tracy Austin, joueuse de tennis américaine.
- 1963 : Miriam Blasco Soto, judokate espagnole championne olympique.
- 1964 :
  - Terry Brunk (Sabu), catcheur américain.
  - Romano Orzari, acteur québécois d’origine italienne.
  - Elizabeth Salguero, femme politique et militante bolivienne.
- 1965 : 
  - Pascal Garray, dessinateur et scénariste belge († 17 janvier 2017).
  - Kay Gottschalk, homme politique allemand.
- 1966 : 
  - Yvan Cassar, compositeur, pianiste, arrangeur, directeur musical et chef d'orchestre français.
  - Philippe LaRoche, skieur acrobatique canadien.
  - James « Jim » Sandlak, hockeyeur professionnel canadien.
- 1967 : 
  - Yuzo Koshiro (古代 祐三), musicien et compositeur japonais.
  - John Randle, joueur de football américain.
- 1968 : Mathias Brunet, journaliste sportif et auteur québécois.
- 1969 : 
  - Danny Lorenz, hockeyeur professionnel canadien.
  - Christian Meyer, coureur cycliste allemand champion olympique.
- 1970 : Jennifer Connelly, actrice américaine.
- 1972 : Kevin Parent, chanteur québécois.
- 1973 : Annissa Essaibi George,  femme politique tuniso-américaine.
- 1976 : Rozaina Adam, femme politique maldivienne.
- 1977 : 
  - Colin White, hockeyeur professionnel canadien.
  - Heidi Ilustre, joueuse de beach-volley américano-philippine.
  - Adam Saytiev, lutteur russe, champion olympique.
  - Courtney Shealy, nageuse américaine, championne olympique.
- 1978 : Chen Dong, taïkonaute.
- 1979 :
  - Lesly Bengaber, basketteur français.
  - John Salmons, basketteur américain.
- 1981 : Jeret Peterson, skieur acrobatique américain († 25 juillet 2011).
- 1982 : 
  - Rossy Mukendi Tshimanga, militant catholique et pro-démocratie congolais († 25 février 2018).
  - Ervin Santana, joueur de baseball dominicain.
  - Dmitri Toursounov (Дмитрий Турсунов), joueur de tennis russe.
- 1983 :
  - Caroline Dusseault, chorégraphe québécoise
- 1984 : 
  - Matthieu Ladagnous, cycliste sur route français.
  - Steve Missillier, skieur alpin français.
  - Michael Kenneth « Mike » Moore, hockeyeur professionnel canadien.
- 1985 : Andrew Ladd, hockeyeur professionnel canadien.
- 1986 :
  - Qri (Lee Ji-Hyun ou 이지현 dite), actrice et chanteuse sud-coréenne.
  - Katrina Patchett, danseuse et chorégraphe australienne.
- 1988 :
  - Steven Kenneth Bonnell II, streameur et commentateur politique américain
  - Hahm Eun-jung (함은정), danseuse et chanteuse sud-coréenne.
  - Manuel Štrlek, handballeur croate.
- 1989 : 
  - François Heersbrandt, nageur belge.
  - Tal (Tal Benyezri dite), chanteuse et danseuse franco-israélienne.
- 1990 : Seungri (Lee Seung-hyun / 이승현 dit), chanteur et acteur sud-coréen.
- 1991 : 
  - Aasiya Kazi, actrice indienne.
  - Jaime Lorente, acteur espagnol.
- 1992 : Douwe Bob, chanteur néerlandais.
- 1995 : 
  - Manon Barbaza, pentathlonienne française.
  - Marie Mané, basketteuse française.
- 1996 : Marwa Loud, chanteuse française.

### XXIesiècle
- 2004 : Sky Katz (Skylar Jade Katz dite), actrice et chanteuse américaine de rap.

## Décès

### XVIesiècle
- 1532 : Pietro Accolti, cardinal italien (° 15 mars 1455).
- 1586 : Étienne Bathory, roi de Pologne (° 27 septembre 1533).

### XVIIIesiècle
- 1730 : John Wentworth, colon anglais de la Nouvelle-Angleterre (° 16 janvier 1671).
- 1738 : Teodor Andrzej Potocki, homme politique polonais (° 13 février 1664).

### XIXesiècle
- 1815 : Auguste-Jacques Lemierre d'Argy, écrivain et traducteur français (° 1er mars 1762).
- 1846 : Charles-Alexandre Lesueur, naturaliste, artiste et explorateur français (° 1er janvier 1778).
- 1858 : Jacques Viger, homme politique québécois, premier maire de Montréal de 1833 à 1836 (° 7 mai 1787).
- 1886 :
  - Katherine Clerk Maxwell, physicienne britannique (° 1824).
  - Félicie de Fauveau, sculptrice française (° 24 janvier 1801).
  - Johan Nicolai Madvig, philologue et homme politique danois (° 7 août 1804).
- 1894 : John Sparrow David Thompson, homme politique canadien, Premier ministre du Canada (° 10 novembre 1845).

### XXesiècle
- 1902 : Pavlo Hrabovskyï, poète, journaliste et révolutionnaire ukrainien (° 11 septembre 1864).
- 1913 : Ménélik II (ዳግማዊ ምኒልክ), empereur d'Éthiopie de 1889 à 1913 (° 19 août 1844).
- 1921 : Henrietta Swan Leavitt, astronome américaine (° 4 juillet 1868).
- 1923 : Raymond Radiguet, écrivain français (° 18 juin 1903).
- 1926 : Jean Richepin, poète, romancier, auteur dramatique et académicien français et breton (° 4 février 1849).
- 1939 : Douglas Fairbanks, acteur américain (° 23 mai 1883).
- 1941 : Ceslav Sieradzki, apprenti boulanger, adolescent résistant français d'origine polonaise, abattu à 16 ans au camp de sûreté de Vorbruck-Schirmeck (°16 juillet 1925).
- 1946 : Renée Falconetti, actrice française (° 21 juillet 1892).
- 1951 : Mildred Bailey, chanteuse américaine (° 27 février 1907).
- 1959 : Renzo Dalmazzo, militaire italien (° 23 janvier 1886).
- 1963 : Yasujiro Ozu (小津 安二郎), réalisateur japonais (° 12 décembre 1903).
- 1964 : Boris Karlov (Борис Карлов), accordéoniste bulgare (° 11 août 1924).
- 1968 : Tallulah Bankhead, actrice américaine (° 31 janvier 1902).
- 1969 : Clément Hoydonckx, joueur et entraîneur de football belge (° 5 décembre 1903).
- 1971 : David Sarnoff, pionnier américain de la radio et de la télévision (° 27 février 1891).
- 1976 : Jack Cassidy, acteur américain (° 5 mars 1927).
- 1977 : 
  - Frank Boucher, hockeyeur professionnel canadien (° 7 octobre 1901).
  - Clementine Churchill, veuve de Winston Churchill, ancien premier ministre britannique (° 1er avril 1885).
- 1980 :
  - Édouard Francomme, acteur français (° 8 novembre 1893).
  - Jean Lesage, avocat et homme politique canadien, Premier ministre du Québec de 1960 à 1966 (° 10 juin 1912).
- 1985 : Anne Baxter, actrice américaine (° 7 mai 1923).
- 1987 : Enrique Jorrin, violoniste et chef d'orchestre cubain et créateur du cha-cha-cha (° 25 décembre 1926).
- 1991 : Eleanor Boardman, actrice américaine (° 18 août 1898).
- 1994 : Stuart Roosa, astronaute américain (° 16 août 1933).
- 1995 : Jean Éthier-Blais, écrivain et critique littéraire québécois (° 15 novembre 1925).
- 1999 : Joseph Heller, romancier américain (° 1er mai 1923).
- 2000 :
  - Libertad Lamarque, actrice argentine (° 24 novembre 1908).
  - George Montgomery, acteur et réalisateur américain (° 29 août 1916).

### XXIesiècle
- 2001 : Jean Richard, comédien et homme de cirque français (° 18 avril 1921).
- 2002 :
  - Dorris Alexander « Dee » Brown, romancier et historien américain (° 28 février 1908).
  - Orlando Villas Boas, explorateur brésilien (° 12 janvier 1914).
  - Brad Dexter (Boris Milanovich dit), acteur américain (° 9 avril 1917).
  - Djabir Novruz, écrivain azéri (° 12 mars 1933).
- 2003 : Heydar Aliyev (Heydər Əlirza oğlu Əliyev), homme politique azerbaïdjanais président à vie de la République (°10 mai 1923).
- 2005 : 
  - Thérèse Renaud, poète et romancière québécoise (° 3 juillet 1927).
  - Gébrane Tuéni (جبران تويني), journaliste et homme politique libanais, député grec-orthodoxe de Beyrouth (° 15 septembre 1957).
  - Annette Vadim, actrice danoise (° 7 décembre 1936).
- 2006 :
  - Peter Boyle, acteur américain (° 18 octobre 1935).
  - Jean-Marie Nadaud, scénariste français de bandes dessinées (° 6 janvier 1946).
- 2007 :
  - Alfons Maria Stickler, cardinal autrichien de la Curie romaine, doyen d'âge du Sacré Collège (° 23 août 1910).
  - Ike Turner, musicien américain (° 5 novembre 1931).
- 2008 : 
  - Madeleine Cheminat, actrice française (° 26 mars 1908).
  - Tassos Papadopoulos (Τάσσος Παπαδόπουλος), homme politique chypriote grec président de la République (° 7 janvier 1934).
  - Charles Van Johnson, acteur américain (° 25 août 1916).
- 2011 : Saw Mon Nyin, écrivaine birmane (° 10 août 1919).
- 2013 : Audrey Totter, actrice américaine (° 20 décembre 1917).
- 2016 :
  - Jean-Claude Deret (Claude Breitman dit), acteur français (° 11 juillet 1921).
  - Leo Sharp, trafiquant de drogue américain.
- 2018 : Odile Rodin, actrice française.
- 2019 : Danny Aiello, acteur américain (° 20 juin 1933).
- 2020 : 
  - Claude Castonguay, homme politique québécois.
  - John le Carré, auteur britannique de romans d'espionnage (° 19 octobre 1931).
  - Ann Reinking, actrice américaine.
  - Jack Steinberger, physicien germano-américano-suisse, prix Nobel de physique en 1988 (° 25 mai 1921).
- 2021 :
  - Vicente Fernández, chanteur mexicain.
  - Véronique Lefay, actrice française.
- 2022 :
  - Alberto Alessi, homme politique italien (° 30 mai 1939).
  - Assunção dos Anjos, diplomate et homme politique angolais (° 13 février 1946).
  - Ekambi Brillant, artiste, chanteur et guitariste camerounais (° 18 juin 1948).
  - Jim Carr, musicien et homme politique canadien (° 11 octobre 1951).
  - Drucilla Cornell, universitaire américaine (° 16 juin 1950).
  - Iván Faragó, joueur d'échecs hongrois (° 1er avril 1946).
  - Mirosław Hermaszewski, cosmonaute polonais (° 15 septembre 1941).
  - Kurt Linder, footballeur allemand (° 8 octobre 1933).
  - Gérard Lom, joueur de rugby à XV français (° 8 juillet 1934).
  - Hermann Nuber, footballeur allemand (° 10 octobre 1935).
  - Gosaku Ōta, mangaka japonais (° 16 mars 1948).
  - Latinka Perović, historienne et femme politique yougoslave puis serbe (° 4 octobre 1933).
  - Philippa Roe, femme politique britannique (° 25 septembre 1962).
  - Josef Schagerl, sculpteur autrichien (° 25 août 1923).
  - Remy Sylado, écrivain et acteur indonésien (° 12 juillet 1945).
- 2023 :
  - Jean-François Bach, professeur de médecine, biologiste et immunologiste français (° 8 juin 1940).
  - Ievgueni Belooussov, lugeur soviétique puis russe (° 26 mai 1962).
  - Denise Cacheux, femme politique française (° 18 mars 1932).
  - Kóstas Nestorídis, footballeur international grec (° 15 mars 1930).
  - Ole Paus, chanteur norvégien (° 9 février 1947).
- 2024 :
  - Ernie Beck, basketteur américain (° 11 décembre 1931).
  - Wolfgang Becker, scénariste et réalisateur allemand (° 22 juin 1954).
  - Annelie Botes, écrivaine sud-africaine (° 28 juin 1957).
  - Youcef Bouzidi, footballeur puis entraîneur algérien (° 19 juillet 1957).
  - Yvon Gattaz, chef d'entreprise français et président d'organisations patronales (° 17 juin 1925).
  - Dan Grecu, gymnaste roumain (° 26 septembre 1950).
  - Fethi Haddaoui, acteur, réalisateur, scénariste, producteur de télévision et producteur de cinéma tunisien (° 9 décembre 1961).
  - Alberto Merlati, basketteur italien (° 4 juillet 1943).
  - Jean-Marie Pallardy, réalisateur, acteur et producteur de cinéma français (° 16 janvier 1940).
  - Amaury Pasos, basketteur argentin (° 11 décembre 1935).
  - Martial Solal, pianiste de jazz, compositeur, arrangeur et chef d'orchestre français (° 23 août 1927).
  - Tania Torrens, actrice de doublage française (° 21 avril 1945).
  - David Weatherley, acteur néo-zélandais (° 1er mars 1939).

## Célébrations

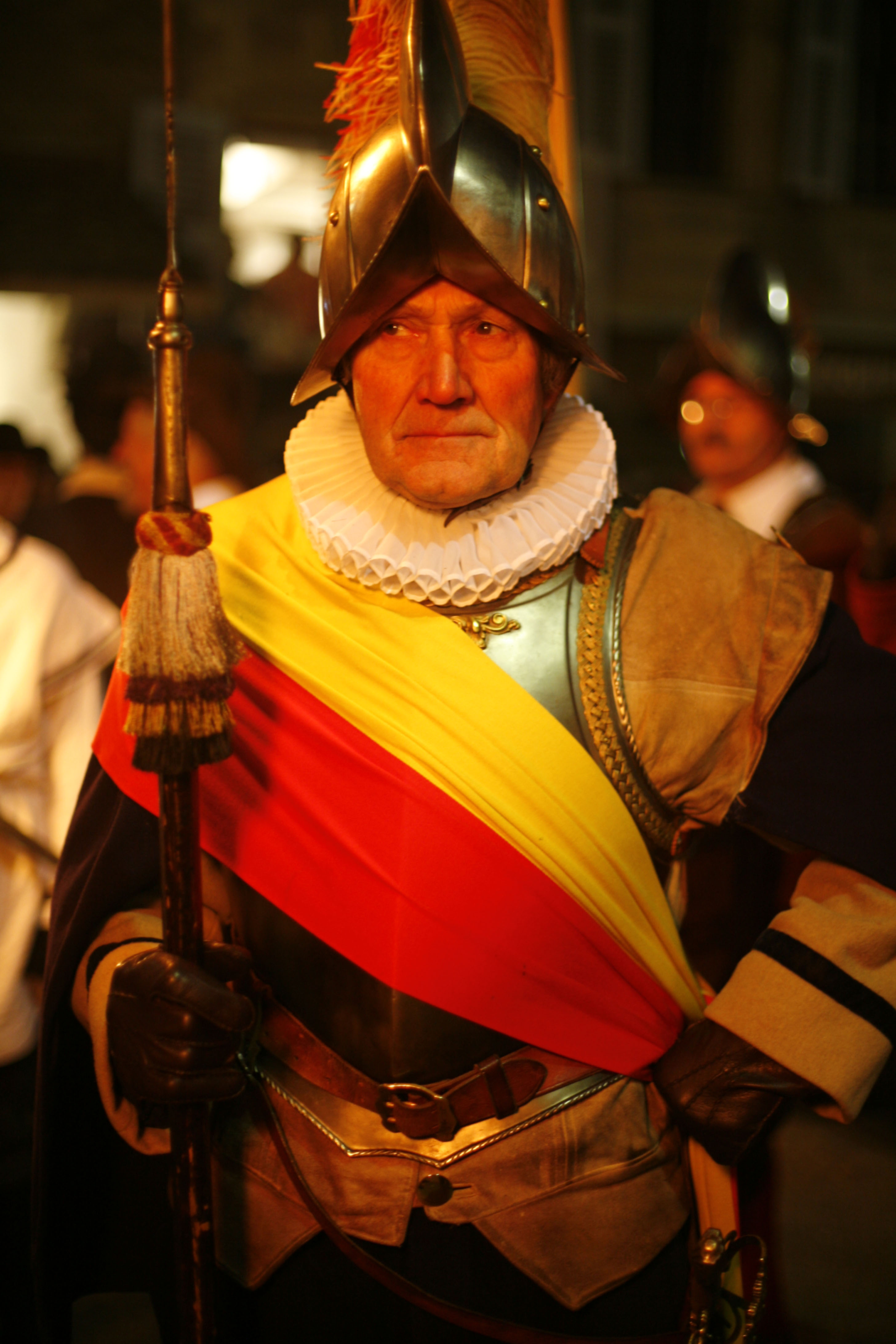
Participant en armure à la fête helvète de l'Escalade de 2005.

### Internationales et nationales
- Nations unies : 
  - journée de la couverture sanitaire universelle (es) adoptée par l'Assemblée générale des Nations unies en 2017[16].
  - Journée internationale de la neutralité (es) visant à promouvoir la neutralité au service de la paix et de la sécurité, adoptée par l'Assemblée générale des Nations unies en 2017[17].

- Kenya : Jamhuri Day, fête nationale célébrant l'indépendance de 1963.
- Suisse : l'Escalade, fête genevoise du fait d'un événement survenu dans la nuit du 11 au 12 décembre 1602.
- Turkménistan : jour de la neutralité[18].

### Religieuses
- Catholicisme : fête de Notre-Dame de Guadalupe au Mexique en mémoire de l'apparition de 1531 ci-avant.

### Saints des Églises chrétiennes

#### Catholiques et orthodoxes
Saints du jour, :
- Abre (IVe siècle), fille d'Hilaire de Poitiers.
- Alfred le Grand († 899), Roi anglo-saxon.
- Corentin de Quimper (Ve siècle), évêque breton (infra).
- Epimaque et Alexandre († 250), Martyrs d'Alexandrie.
- Finien de Clonard  († 552), évêque irlandais.
- Gausbert de Cahors († 950), évêque.
- Grégoire de Terracine († 570), moine.
- Israël du Dorat († 1014), chanoine.
- Maxence, Constance, Crescence, Justin (IVe siècle), martyrs.
- Spyridon de Trimythonte ou Tremetousiá († vers 348, ° vers 270), évêque thaumaturge chypriote antique.
- Synésius (IIIe siècle), Martyr.
- Valery de Leuconay († 622), abbé français en baie de Somme.

#### Saints ou bienheureux des Églises catholiques
Saints ou béatifiés :
- Bartolo Buonpedoni († 1310), bienheureux prêtre italien.
- Callixte II († 1124), Pape (162e).
- Conrad d'Offida († 1306) bienheureux franciscain italien.
- Jacques de Viterbe († 1308), bienheureux évêque de Naples.
- Pie Bartosik († 1941), bienheueureux prêtre franciscain polonais et martyr.
- Simon Hoa († 1840), martyr.
- Vicelin d'Oldenbourg († 1154), évêque.

#### Saints orthodoxes
- Jean de Zichna († 1333), évêque.
- Théraponte de Monza († 1591), moine.

### Prénoms du jour
- Corentin, sa forme féminine Corentine, ainsi que leurs nombreuses variantes :
- les masculines Corentino, Corentinus, Corenthin et bretons Carantec / Caradec, Kaou, Kaour, Kaourantin, Kaourant, Kaourintin, Kawrantin (plutôt fêtés les 13 avril ?) ;
- les féminines Cora, Coralia, Coralie, Coralise, Corentina, Corina, Corine, Corinna, Corinne, Coryn(n)(a/e) et  bretonnes Kaoura, Kaourantina, Kaourintina, Kawrantina ;
- les porteuses et porteurs de leurs diminutifs : Co (surnom familier francophone "Saint-Co" de la cathédrale de Quimper), Coco, Rintintin, Tin, Tina, Tinaig, Tinaïg, Tino, Tintin (cf. aussi Valentin les 14 février, 2 mois et 2 jours plus tard).

Et aussi  :
- Conrad, Konrad ;
- voire Curi, Courtois, Curt, Curtis, Kurt,
- Guadalupita, Lupita, "diminutifs" affectueux de Guadalupe,
- Israël,
- Spyridon, Spiridon voire des variantes.

## Traditions et superstitions

### Dicton
- « À la Saint-Corentin, le plein hiver glace le chemin. »[21]

### Astrologie
- Signe du zodiaque : 20e jour du Sagittaire.

## Toponymie
- Les noms de plusieurs voies, places, sites ou édifices de pays ou régions francophones contiennent cette date sous diverses graphies : voir Douze-Décembre .